# Ramón Alonso Luzzy
Ramón Alonso Luzzy (Cartagena, 17 de mayo de 1921 - Cartagena, 1 de enero de 2001) fue un pintor español del siglo XX que pertenece, entre el expresionismo y la mitificación monumental, a la última generación de 1948.
El cartagenero era amante de la luz y del color. Sus padres, Ramón Alonso Abril y Encarnación Luzzy Martínez, constituían una familia de clase media en la que Ramón era el segundo de tres hijos. Fue su padre quién ejerció una notable influencia en él, siendo este quien le animaría desde pequeño a la lectura.
Entre 1950 y 1980, Ramón Luzzy y Enrique Gabriel Navarro realizaron una importante obra mural en Cartagena consistente en 90 piezas, representando una época única en la ciudad dentro de la pintura del siglo XX. Realizaron un conjunto de obras irrepetibles y de gran valor entre obra mural, vidrieras y elementos decorativos.

## Biografía
Nació en Cartagena un 17 de mayo de 1921. En 1942 su afición por la pintura empezó a crecer de manera especial mientras iniciaba sus estudios de Comercio.
Un hecho importante en la vida de Luzzy fue la decisión de su padre de enviarlo al estudio del pintor Vicente Ros para que el gran maestro cartagenero determinara su capacidad pictórica. Ros y su investigación marcarán la vida del joven Luzzy a partir de ese momento.

### Paso por el estudio de Vicente Ros
Bajo el ambiente y las enseñanzas de ese taller, Luzzy forjó su personalidad, aprendió sus primeras pinceladas, encontró un lugar en sus pinturas, y encontró algo como Vicente Ros.
Ramón compaginó su aprendizaje con el servicio en el ejército, y desarrolló y manifestó sus habilidades y sentimientos en el dibujo, luego de completar su servicio militar se dedicó exclusivamente a la pintura.
En 1948, el día antes de la muerte de su padre, Ramón vende su primer cuadro, una creación artística intensa y larga, que es una paradoja en la vida.

### Aprendizaje en Madrid
Continúa sus estudios en Madrid. Vicente Ros animó a Ramón y a su amigo Enrique Gabriel a irse a Madrid para continuar sus estudios e intentar entrar en la Real Academia de Bellas Artes de San Fernando. Con el apoyo del Ayuntamiento de su ciudad, obtuvo una beca anual para continuar sus estudios, continuó capacitándose en la capital y participó en diversas exposiciones colectivas.
Mientras se preparaba para ingresar a la academia, obtuvo el premio extraordinario de pintura artística de la Escuela de Artes y Oficios Artísticos Alberto Aguilera, por el curso de pintura artística y composición.
Ramón Alonso Luzzy, desde el primer momento pasión por la pintura al aire libre y el paisaje, y continuó hasta el final de su vida. Durante su estancia en Madrid, solía ir a pintar a distintos puntos de la ciudad, el jardín botánico, el Retiro y la Casa de Campo. A lo largo de los años, ha pintado muchas veces en el Museo del Prado y en el Museo de Arte Moderno.
El 49 de octubre aprobó el examen de ingreso al Colegio San Fernando, continuando y avanzando sus estudios. Para ganar dinero vendió algunos de sus cuadros, paisajes, naturalezas muertas y algunos encargos, generalmente retratos de familias adineradas de Cartagena y Madrid.
También había muchos paisajes sevillanos en la obra del artista en ese momento, y visitaba regularmente la ciudad para visitar a su hermana que se había asentado allí tiempo atrás.
A principios de la década de los 50, dos de los discípulos de Ros abandonaron sus estudios de bellas artes en un corto período de tiempo y regresaron a casa. Desde entonces, ha estado ocupado ayudando a Ros en la educación.
A principios de la década, en el concurso celebrado en la ciudad, se repartieron el primer y segundo premio entre Ramón y Enrique, y se realizó la primera exposición individual en 53 años.
Ramón y Enrique, acompañado por Ros y el guitarrista murciano Manolo Díaz Cano, visitaron Italia en 1954. Considerando la influencia de maestros renacentistas, Fontana, Capogrossi, Dali, Miró, Caballero, Tapiz o Vicente se verían reflejadas en sus futuros murales y obras abstractas.

### Vuelta a Cartagena

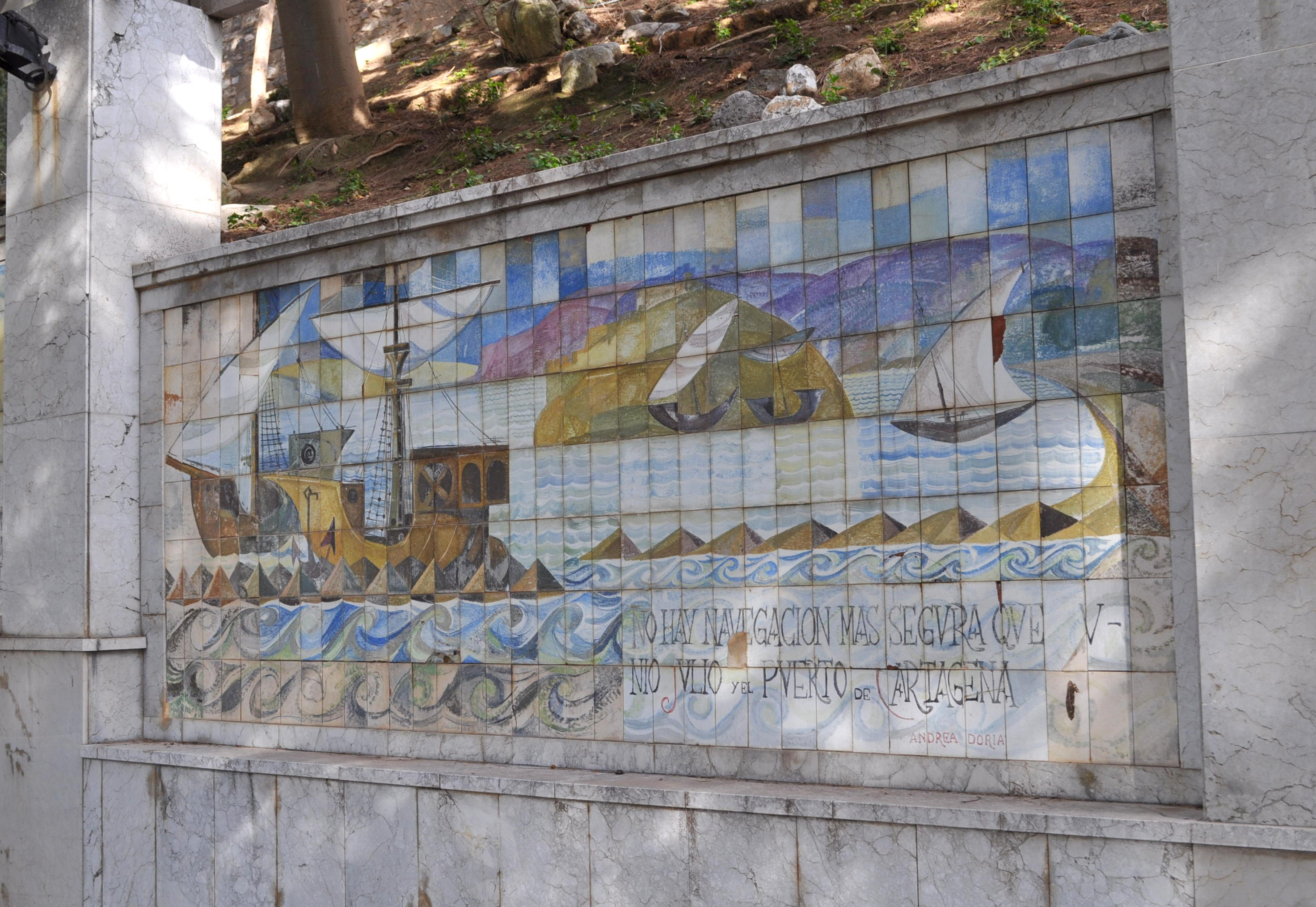
Mural cerámico del Parque Torres

Regresó a Cartagena, se instaló el Centro de Investigación San Isidoro, cuyos organizadores y miembros estarán compuestos por amigos como Luzzy, Zarco Avellaneda, López Román o Martínez Pastor acogidos por Miguel Hernández. El centro ha realizado una importante labor de sensibilización social y modernización cultural de Cartagena. Posteriormente, fundaron la editorial Ballard, con el deseo de difundir la literatura más actual. Aquí, otro de los muchos aspectos de Luzzy despierta al ilustrador.
Esta destacada figura de Cartagena siempre ha combinado sus inquietudes sociales, culturales e informativas con sus pinturas, ha participado en numerosas exposiciones dentro y fuera de su ciudad, y ha logrado logros notables.
Desde 1957, Luzzy se ha convertido en el protagonista indiscutible de los paisajes, ocupándolo durante muchos años. En ese año, realizó una exposición con Navarro organizada por el ayuntamiento. En esta conferencia, casi todas sus obras son paisajes de Sierra Espuña. Sin embargo, también combinó varios paneles decorativos encargados por Ramiro Bermúdez de Castro y un dibujo conjunto de los frescos de la iglesia del Colegio de la Sagrada Familia de los Hermanos Maristas, que fue el inicio de un largo período de decoración artística, que lo convirtió en muralista. Ese año fue indiscutible.

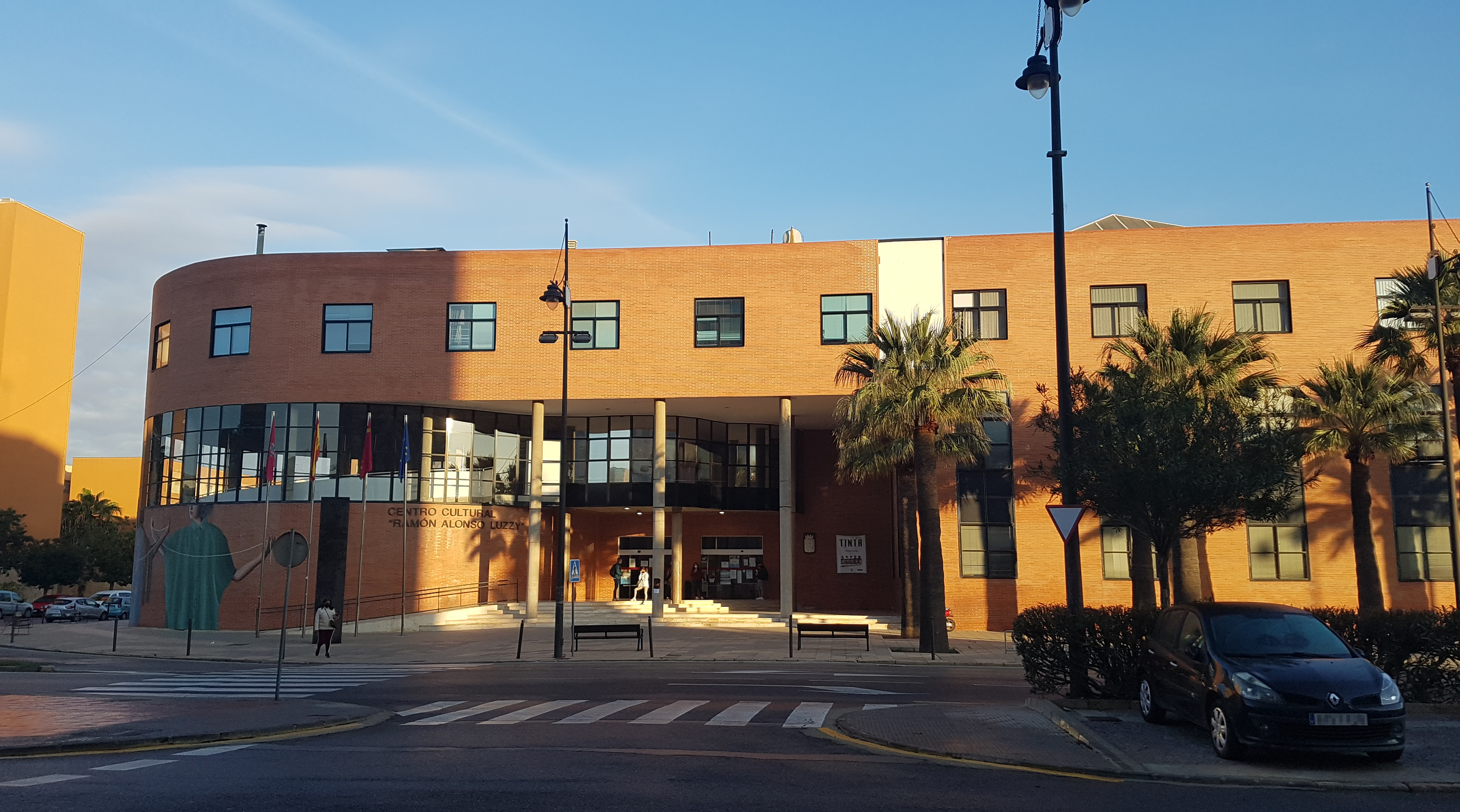
Centro Cultural Ramón Alonso Luzzy

Aunque en 1958 otro viaje volvió a marcar sus obras, es invitado por el pintor Adrián Rosa a viajar a Ibiza con otros artistas. El viaje de Ramón a Italia hace unos años marcó la composición de sus futuras obras. Ramón pintó el paisaje de la ciudad y tuvo en cuenta la vanguardia de muchos artistas extranjeros que se asentaron en ese lugar, Ramón le dio a su mirada pictórica una nueva perspectiva, que se inyectó en sus cuadros.
En febrero de 1994 fue inaugurado en Cartagena el Centro Cultural Ramón Alonso Luzzy, que lleva su nombre.